# オーロラオーラ

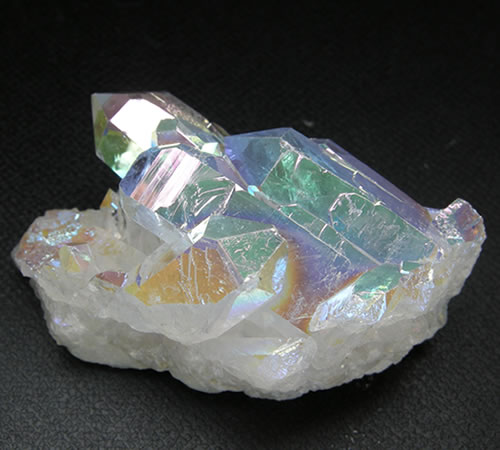
オーロラオーラのクラスター

オーロラオーラ (aurora aura) は人工的に作られた宝石の一種。水晶に銀（白金ともいわれる）を蒸着して作られる。エンジェルオーラ、アクアオーラホワイトとも呼ばれる。
真空内において、水晶を熱し、その後高温に熱しイオン化した金属の蒸気を添加する。金属原子が水晶の表面に蒸着し独特の金属光沢を水晶に与える。
色合いは透明色である。表面に現れる反射光は 赤－青色 を呈し、オーロラのような色合いであることから呼び名がついた。コーティングクリスタル（オーラクリスタル）独特の光沢を有す。

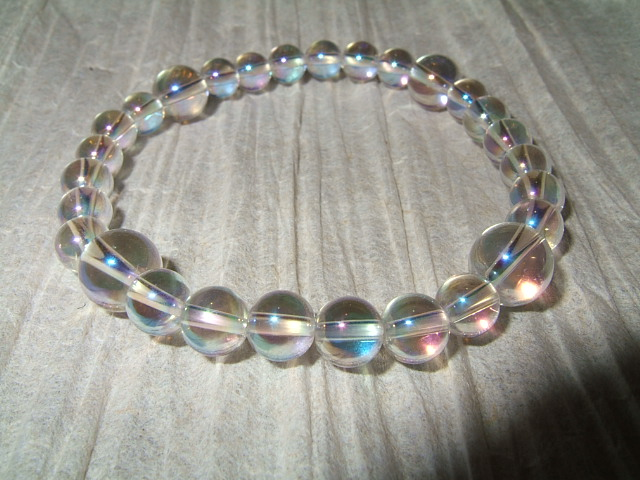
オーロラオーラのブレスレット

オーロラオーラもまたアクアオーラと同じく、クリスタルヒーリングに用いられる。宝石の中でもさして高価ではなく入手も容易であり、またそのやわらかい色などから「天使のクリスタル」とも言われ、「エンジェルオーラ」と呼ばれ人気がある。ブレスレットなどの小さな装身具に用いるために、球状もしくはビーズ状に研磨されたものに加工を施しているものが多い。ペンダントなどの大きな装身具に用いたり、ポイントとして用いるために、水晶全体をそのまま用いることもある。またクラスター（群晶）のものも見られる。